# فتح‌علی ایپکچیان
فتحعلی ایپکچیان  از سیاستمداران ایرانی بود، که در دوره‌  چهاردهم بعنوان نماینده تبریز در مجلس شورای ملی حضور داشت.